# Thorpe by Water
Thorpe by Water è un villaggio e parrocchia civile dell'Inghilterra, appartenente alla contea del Rutland.